# André Prévost (tennis)
Pour les articles homonymes, voir André Prévost et Prévost.
André Adrien Hippolyte Prévost, né le 28 février 1875 à Paris 8e et mort le 22 novembre 1951 à Neuilly-sur-Seine, est un joueur Français de tennis.

## Biographie
Fils d'Ernest Prévost et de Jeanne Königswarter, André Prévost est le frère de la joueuse de tennis Yvonne Prévost. Il se marie une première fois en 1911 avec Marie de Percin puis une seconde fois en 1919 avec Anna de Gunzburg.
Avec sa sœur Yvonne, il gagne en 1899 un handicap double mixte sur de l'Île de Puteaux. En 1900, il est finaliste du championnat de France contre Paul Aymé et obtient une médaille de bronze en double messieurs aux Jeux olympiques de 1900. Il s'impose également dans le handicap double mixte avec sa sœur.

## Palmarès

### Finale en simple messieurs
| No | Date | Nom et lieu du tournoi       | Catégorie | Surface      | Vainqueur | Score    |          |
| -- | ---- | ---------------------------- | --------- | ------------ | --------- | -------- | -------- |
| 1  | 1900 | Championnat de France, Paris |           | Terre (ext.) | Paul Aymé | 6-3, 6-0 | Parcours |